# Commandos de l'ombre
Pour plus de détails, voir Fiche technique et Distribution.
Commandos de l'ombre (Beneath Hill 60) est un film australien réalisé par Jeremy Sims et diffusé le 2 août 2011 sur Canal+.

## Synopsis
L'action se situe en 1916, pendant la Première Guerre mondiale, du côté d'Armentières et d'Ypres, à la frontière franco-belge. La situation s'enlise. Afin d'aider l'avancée des troupes britanniques, un commando australien, sous les ordres du capitaine Oliver Woodward, est chargé de miner les tranchées allemandes. Les sapeurs devront, le plus discrètement possible, creuser des galeries afin de déposer des charges explosives sous un bunker ennemi.

## Fiche technique
- Titre : Commandos de l'ombre
- Titre original : Beneath Hill 60
- Réalisation : Jeremy Sims
- Scénario : David Roach
- Musique : Cezary Skubiszewski
- Photographie : Toby Oliver
- Montage : Dany Cooper
- Production : Bill Leimbach
- Société de production : Lucky Country Productions, New South Wales Film & Television Office, Pacific Film and Television Commission, Screen Australia et The Silence Productions
- Pays :  Australie
- Genre : Drame, historique et guerre
- Date de sortie :
  - Australie : 15 avril 2010

## Distribution
- Brendan Cowell (en) : Capitaine Oliver Woodward
- Harrison Gilbertson : Frank Tiffin
- Steve Le Marquand (en) : Sergent Bill Fraser
- Gyton Grantley : Norman Morris
- Alex Thompson : Walter Sneddon
- Duncan Young : Tom Dwyer
- Alan Dukes : Jim Sneddon
- Mark Coles Smith : Billy « Streaky » Bacon